# Earlston (Pensilvania)
Earlston es un lugar designado por el censo ubicado en el condado de Bedford en el estado estadounidense de Pensilvania. En el año 2010 tenía una población de 1.122 habitantes y una densidad poblacional de 400,7 personas por km².

## Geografía
Earlston se encuentra ubicado en las coordenadas 40°0′19″N 78°22′20″O / 40.00528, -78.37222.